# Format Factory
Format Factory — бесплатная компьютерная программа для преобразования форматов мультимедийных данных. Программа может конвертировать видео-, аудио- и графические файлы, а также DVD в видеофайлы, CD в аудиофайлы. Переводит файлы MP4 в форматы iPod/iPhone/PSP/BlackBerry, поддерживает RMVB.

## Возможности программы
- Конвертирование популярных форматов видео, аудио и изображений[1];
- Микширование роликов: объединение нескольких видеофайлов, замена аудиодорожки[1];
- Восстановление повреждённых видео- и аудиофайлов;
- Оптимизация размеров мультимедийных файлов;
- Поддержка мультимедийных форматов iPhone и iPod;
- Обработка изображений: увеличение, уменьшение, поворот, подпись;
- Копирование диска DVD в другие форматы[1];
- Поддержка 66 языков (в том числе и русского).

## Поддерживаемые форматы
Видео:
- мобильные устройства, такие, как iPod, Zune, PlayStation Portable, iPhone, устройства на платформе Symbian 9.4 / 3 и т. д.
- MP4, AVI, 3GP, MKV, WMV, MPG, VOB, FLV, SWF, MOV, GIF, RMVB (только импорт), FLL, WebM

Аудио:
- MP3, WMA, FLAC, AAC, MMF, AMR, M4A, M4R, OGG, MP2, WAV, WavPack, XMA

Изображения:
- JPG, PNG, ICO, BMP, GIF, TIF, PCX, TGA, WebP

## Критика
В июле 2010 года, в тесте журнала Chip восьми конвертеров, Format Factory 2.30 занял второе место с оценкой «хорошо».
В версии  5.1.0.0 антивирус Avira обнаруживает вредоносные модули.

## Лицензионные споры
22 июня 2009 года Format Factory вывесили на столбе позора FFmpeg. В сообщении на системе отслеживания проблем утверждается, что Format Factory нарушает лицензию FFmpeg LGPL. Ответа от разработчиков не было. Этот вопрос остаётся нерешённым.